# Aeroportul Neosho Hugh Robinson
Aeroportul Neosho Hugh Robinson (IATA: EOS, ICAO: KEOS, FAA LID: EOS) este un aeroport din Missouri, Statele Unite ale Americii ce deservește zona Neosho⁠(d). A fost numit după zona deservită.
Situat la o altitudine de 383 m, aeroportul dispune de 1 pistă.

## Infrastructură

### Piste
Aeroportul dispune de o singură pistă. Pista 1/19 are suprafața de asfalt și dimensiunile 5.001 picioare × 100 picioare. 